# Kingdom of Desire
Kingdom Of Desire es el octavo álbum de Toto, lanzado en 1992. Como su cantante anterior, Jean-Michel Byron, fue despedido después de la gira del álbum Past to Present, el guitarrista Steve Lukather asumió funciones de único cantante. 
El baterista Jeff Porcaro murió poco después de la realización del álbum, y fue reemplazado por el británico Simon Phillips, quien permaneció como parte de la banda hasta 2014. El disco fue mezclado por el famoso ingeniero Bob Clearmountain.

## Historia
Una vez más sin un vocalista, el guitarrista Steve Lukather se acercó al micrófono y se convirtió en el nuevo frente. Toto participó en el Montreux Jazz Festival en 1991 y la banda grabó Kingdom of Desire, que fue lanzado por Columbia Records en la mayor parte del mundo y en la etiqueta de Clive Davis 'Relativity Records en los Estados Unidos.
El 5 de agosto de 1992, el baterista Jeff Porcaro murió después de sufrir una reacción alérgica a causa de un plaguicida que usaba en su jardín. Frente a la perspectiva de un viaje sin Jeff, Toto casi se rompió. Sin embargo, la familia de Jeff Porcaro insistió en la banda de continuar. El baterista inglés, Simon Phillips fue llamado para reemplazar a Jeff porque ellos sabían que a Phillips le encantaba a Jeff y porque Lukather trabajó con Simon en una visita previa con Santana y Jeff Beck en Japón en 1986.

## Reseñas
El periodista musical Felipe Suárez sostiene que con este disco: "se desnudaron por completo y dejaron al fin de reprimir el lado bestial que tenían oculto. El sonido más potente del rock n' roll sólo podía ser canalizado en un disco hecho por los mejores músicos de sesión". "Una obra excepcional", concluyó.

## Pistas
| N.º     | Título                 | Escritor(es)                                                         | Duración |  |
| 1.      | «Gypsy Train»          | Steve Lukather, David Paich, Jeff Porcaro, Mike Porcaro              | 6:45     |  |
| 2.      | «Don't Chain My Heart» | Steve Lukather, David Paich, Jeff Porcaro, Mike Porcaro              | 4:46     |  |
| 3.      | «Never Enough»         | Steve Lukather, David Paich, Jeff Porcaro, Mike Porcaro, Fee Waybill | 5:45     |  |
| 4.      | «How Many Times»       | Steve Lukather, David Paich, Jeff Porcaro, Mike Porcaro              | 5:42     |  |
| 5.      | «2 Hearts»             | Steve Lukather, David Paich, Jeff Porcaro, Mike Porcaro              | 5:13     |  |
| 6.      | «Wings Of Time»        | Steve Lukather, David Paich, Jeff Porcaro, Mike Porcaro              | 7:27     |  |
| 7.      | «She Knows The Devil»  | Steve Lukather, David Paich, Jeff Porcaro, Mike Porcaro              | 5:25     |  |
| 8.      | «The Other Side»       | David Paich, William Sherwood, R. Kaplan                             | 4:41     |  |
| 9.      | «Only You»             | Steve Lukather, David Paich, Jeff Porcaro, Mike Porcaro              | 4:28     |  |
| 10.     | «Kick Down The Walls»  | Stan Lynch, Danny Kortchmar                                          | 4:55     |  |
| 11.     | «Kingdom of Desire»    | Danny Kortchmar                                                      | 7:16     |  |
| 12.     | «Jake To The Bone»     | Steve Lukather, David Paich, Jeff Porcaro, Mike Porcaro              | 7:05     |  |
| 1:08:18 |                        |                                                                      |          |  |

| Bonus Tracks |               |              |          |  |
| N.º          | Título        | Escritor(es) | Duración |  |
| 13.          | «Little Wing» | Jimi Hendrix | 4:15     |  |
| 1:12:33      |               |              |          |  |

## Personal
- Steve Lukather - Guitarra y voz principal.
- David Paich - Piano, sintetizador, órgano y coros.
- Mike Porcaro - Bajo.
- Jeff Porcaro - Batería y percusión.

## Personal adicional
- Steve Porcaro
- Joe Porcaro
- Don Menza
- Gary Herbig
- Chuck Findley
- Jim Keltne

## Sencillos
- Don't Chain My Heart / Jake To the Bone
- Only You / Gypsy Train
- 2 Hearts / How Many Times / Never Enough
- The Other Side / How Many Times

## Imágenes

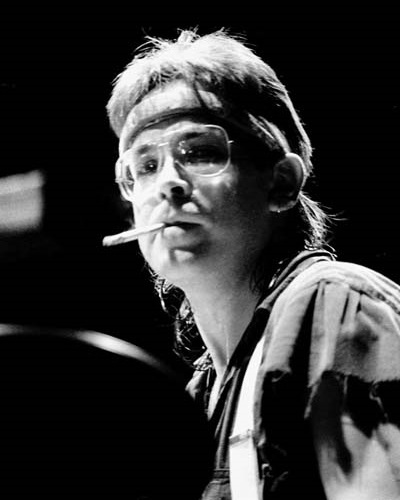
Jeff Porcaro, último disco con Toto antes de su muerte

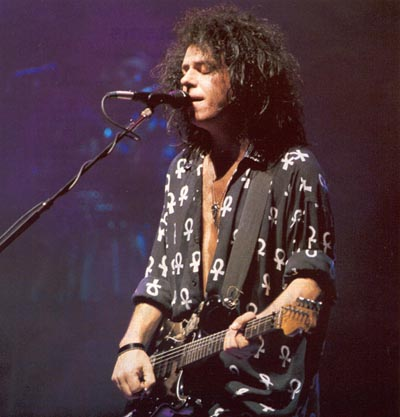
Lukather como vocalista y guitarrista